# Levárdy Ferenc
Levárdy Ferenc, teljes nevén Levárdy Ferenc Rezső (Bethlenháza, 1916. december 9. – Budapest, 1993. május 31.) magyar régész, művészettörténész.

## Életpályája
Kaposváron született[forrás?], később Pécsen telepedett le, életét a művészettörténeti kutatásoknak szentelte. A román-kori (egyházi) építészet és ábrázoló művészet szakértője volt.

## Gyermekei
- Levárdy László
- Levárdy Henriett

## Művei
- Pannonhalma, Pannonia Kiadó, Budapest, 1965.
- Magyar Anjou Legendárium. Sajtó alá rendezte Levárdy Ferenc. Magyar Helikon, 1973, XXXIII.1.
- Szeged, alsóvárosi templom, Bp., 1980.
- Magyar templomok művészete (Art in Hungarian churches). Szent István Társulat. Az Apostoli Szentszék Könyvkiadója, Budapest, 1982, p. 19.
- Boros Lászlóval és Kalász Mártonnal: A pécsi székesegyház (Csonka Károly fényképeivel), Püspöki Hivatal, Pécs, 1991. 96 p. illusztrált színes
- Pécs, Belvárosi plébániatemplom, 4. kiadás, TKM Egyesület, Bp., 1991.
- Gyöngyöspata, Plébániatemplom, 3. kiadás, TKM Egyesület, Bp., 1992.
- Szabó Flórissal: Az ezeréves Pannonhalma, Fotó: Dobos Lajos, 3 kiadás, Bencés Kiadó, Pannonhalma, 1992. 78 p. 26 t 4. átdolgozott javított kiadás: 1995. 79 p. 16 t
- (Tájak – Korok – Múzeumok kiskönyvtára, 156.) 16 p. illusztrált 4. kiadás: 1998.
- (Tájak – Korok – Múzeumok kiskönyvtára, 297.) 16 p. illusztrált 5. kiadás: 1993.; 6. javított kiadás: 1997.; 7. kiadás: 1998.; 8. kiadás: 2000.